# 52 Dywizja Piechoty (Imperium Rosyjskie)
52 Dywizja Piechoty (ros. 52-я пехотная дивизия) – związek taktyczny Armii Imperium Rosyjskiego.
W 1914 wchodziła w skład 3 Kaukaskiego Korpusu Armijnego. Sztab dywizji stacjonował w Temir-Khan-Shura.

## Struktura organizacyjna
Organizacja w 1914
- Dowództwo dywizji (Temir-Khan-Shura)
- 1 Brygada Piechoty (Baku)
  - 205 pułk piechoty
  - 206 pułk piechoty
- 2 Brygada Piechoty (Temir-Khan-Shura)
  - 207 pułk piechoty
  - 208 pułk piechoty
- 52 Brygada Artylerii